# Cucuieții Noi, Rîșcani
Cucuieții Noi este un sat din cadrul comunei Alexăndrești din raionul Rîșcani, Republica Moldova.

## Istorie
Satul Cucuieții Noi a fost atestat documentar în anul 1878.

## Geografie
Satul are o suprafață de circa 0,25 kilometri pătrați, cu un perimetru de 2,32 km. Distanța directă până în or. Râșcani este de 16 km. Distanța directă până în or. Chișinău este de 182 km.

## Demografie
La recensămîntul din anul 2004, populația satului constituia 258 de oameni, dintre care 43,02% - bărbați și 56,98% femei.

### Structura etnică
Structura etnică a localității conform recensământului populației din 2004:
| Grup etnic                           | Populație | % Procentaj |
| ------------------------------------ | --------- | ----------- |
| Băștinași declarați Moldoveni/Români | 241       | 93,41%      |
| Ucraineni                            | 16        | 6,2%        |
| Ruși                                 | 1         | 0,39%       |
| Total                                | 258       | 100%        |